# Magia (musikalbum)
Magia är ett musikalbum med Shakira, släppt 1991. Det var hennes debutalbum och hon sjunger på spanska.  Shakira spelade in albumet hos Sony Colombia vid 14 års ålder. Endast 1,200 kopior såldes. Albumet är ej längre tillgängligt och klassas som ett samlarobjekt.

## Låtlista
1. "Sueños" (Dreams) (Shakira Mebarak) – 3:47
2. "Esta Noche Voy Contigo" (Tonight I'm Going With You) (Miguel Enrique Cubillos) – 3:53
3. "Lejos De Tu Amor" (Far From Your Love) (Pablo, Tedeschi) – 3:09
4. "Magia" (Magic) (Shakira Mebarak) – 4:43
5. "Cuentas Conmigo" (You Can Count On Me) (Juanita Loboguerrero , Miguel Enrique Cubillos) – 4:01
6. "Cazador De Amor" (Love Hunter) (Shakira Mebarak) – 3:07
7. "Gafas Oscuras" (Dark Glasses) (Shakira Mebarak) – 3:13
8. "Necesito De Ti" (I Need You) (Shakira Mebarak) – 3:41
9. "Lejos De Tu Amor (Versión Remix)" (Pablo Tedeschi) – 3:13